# Миривилис, Стратис
Стра́тис Мириви́лис (греч. Στράτης Μυριβήλης, псевдоним; настоящее имя — Эфстратиос Стаматопулос (Ευστράτιος Σταματόπουλος), 30 июня 1892 или 30 июня 1890, Лесбос — 19 июля 1969, Афины) – греческий писатель XX века. Принадлежит к, так называемой, группе писателей поколения 30-х годов.

## Биография
Миривилис родился в селе Сикамья (Συκαμιά) (с 1940 года — Сикаминея (Συκαμινέα)) на острове Лесбос, бывшим ещё тогда под османским контролем, 30 июня 1892 года.
В первые свои школьные годы отмечен отсутствием интереса к урокам и недисциплинированностью. Но несмотря на это, в гимназии проявил интерес к литературе.
Перед своим освобождением от осман (1912), Лесбос пережил расцвет греческого просвещения и Миривилис, войдя в контакт с культурными кругами острова, начал сотрудничать с газетами и журналами.
Одновременно, решая свои финансовые проблемы, Миривилис работал в качестве учителя.
В 1912 году он переехал в Афины, где записался на философский и юридический факультеты Афинского университета, и одновременно работал редактором в разных газетах. В том же году он вступил добровольцем в греческую армию и принял участие в Балканских войнах, в Первой мировой войне и в малоазийском походе греческой армии. После Малоазийской катастрофы он вернулся на Лесбос, где оставался до 1932 года. Здесь Миривилис издавал две газеты: «Кампана» (Καμπάνα, колокол, 1923—1924) и «Тахидромос» (Ταχυδρόμος, вестник) до своего переезда в Афины в 1932 году. Продолжал сотрудничать с разными газетами («Катимерини», «Акрополь», «Η Πρωία», «Δημοκρατία» Александра Папанастасиу), журналами («Νέα Εστία», «Το Ναυτικό μας», «Στρατιωτικά Νέα») и радиостанцией Афин. Одновременно, с 1938 по 1955 год он работал в библиотеке Парламента Греции. В 1940 году Миривилис был награждён Государственной литературной премией за сборник рассказов «Голубая книга», был одним из членов-учредителей Общества греческих литераторов и стал членом Афинской академии в 1958 году.
С началом греко-итальянской войны 1940 года Миривилис, вместе с другими греческими литераторами, подписал «Обращение греческих интеллигентов к интеллигентам всего мира» (Έκκληση των Ελλήνων Διανοουμένων προς τους Διανοουμένους ολόκληρου του Κόσμου) с призывом к новому духовному Марафону.
В годы гражданской войны 1946—1949 годов Миривилис встал на сторону антикоммунистического лагеря.
Умер в Афинах 19 июля 1969 года от пневмонии.

## Писатель
Миривилис впервые объявил себя как писатель в 1915 году рассказами «Красные истории». Первый период его литературного творчества отражает его настоящее и недавнее прошлое его жизни в Митилини, но в основном его участие в войнах. Кульминацией его антивоенного духа является его роман «Жизнь в могиле» (1924). Этот период завершается в 1932 году романом «Учительница с золотыми глазами».
В течение второго периода он обратился к прошлому и воспоминаниям из своих детских лет. Произведениями этого периода являются новеллы Василис Арванитис (1943), «Идолы» (Τα παγανά, 1945), Пан (1946), роман «Богородица Русалка» (Η Παναγιά η Γοργόνα, 1949) и сборники рассказов Зелёная книга (1935), Голубая книга (1939), Красная книга (1952) и Вишнёвая книга (1959).
Писатель и историк Димитрис Фотиадис, бывший сотрудником Миривилиса по журналу «Новогреческая литература», пишет в своих «Мемуарах» в 1983 году: 
Миривилис был демократом и в начале был сторонником Венизелоса… …Но сам, к сожалению, без колебаний, надругался над своим щедевром «Жизнь в могиле». Каждое новое издание было худшим, по сравнению с предыдущим. Миривилис пошёл на компромисс с реакцией. Он убрал из своей книги всё, что могло уязвить её. Другими словами, он убивал свою книгу. Как жаль! Его действия были оценены там, где это следует и, наконец, он стал академиком, то есть смертным, как все, кто принадлежит мраморному зданию по улице Панепистимиу. Но если кто-то из его потомком решится издать «Жизнь в могиле» в её первом издании, он сделает его действительно бессмертным. Нужно мужество. Следует воскресить из мёртвых «Жизнь в могиле».

## Работы

### Сборники рассказов
- Красные истории - Κόκκινες ιστορίες 1915
- Рассказы - Διηγήματα, 1928
- Зелёная книга - Το πράσινο βιβλίο,1936
- Голубая книга - Το γαλάζιο βιβλίο, 1939
- Красная книга - Το κόκκινο βιβλίο, 1952
- Вишнёвая книга -Το βυσινί βιβλίο, 1959

### Романы
- Жизнь в могиле, 1924 первое издание, 1930 второе издание дополненное и с изменениями
- Учительница с золотыми глазами -Η δασκάλα με τα χρυσά μάτια, 1932
- Богородица Русалка- Η Παναγιά η Γοργόνα (впервые была опубликована под названием Богородица Рыбачка - Η Παναγιά η Ψαροπούλα в 1939 в продолжениях. Окончательно была издана в 1949 году).
- Роман Четырёх - Το Μυθιστόρημα των Τεσσάρων (написанный совместно с Карагацисом, Терзакисом, Венезисом), 1958.

### Новеллы
- Василис Арванитис- Ο Βασίλης ο Αρβανίτης (первый вариант 1934, второй вариант включён в Голубую книгу, окончательный вариант в 1943/44)
- Идолы - Τα παγανά 1945
- Пан -Ο Παν, 1946

### Другие работы
- Аргонавт (детский роман) -Ο αργοναύτης 1936
- Песня Земли-греческая симфония. Лирическая проза.-Το τραγούδι της Γης-ελληνική συμφωνία. Λυρικό πεζογράφημα., 1937
- Маленькие огни (поэтический сборник)-Μικρές φωτιές, 1942
- Иоаннис Грипарис Скарабеи и Терракоты- Ιωάννης Γρυπάρης• Σκαραβαίοι και Τερρακότες (лекция 11/4/1943 в театре Кивели), 1943
- Дух 28-го октября (трактат), Το Πνεύμα της 28ης Οκτωβρίου 1945
- Из Греции (путешествия)- Απ' την Ελλάδα, 1954[7]
- Поговорим о искусстве (трактат) - Μιλάμε για την Τέχνη 1958
- Литературная четверть (трактат – передачи по радио) - Το λογοτεχνικό τέταρτο 1962
- Обозревание Α: Паламас в моей жизни (трактат) - Αγνάντεμα Α: Ο Παλαμάς στη ζωή μου 1963
- Пустые слова (хроника) - Πτερόεντα 1966